# Сертификат Патриота

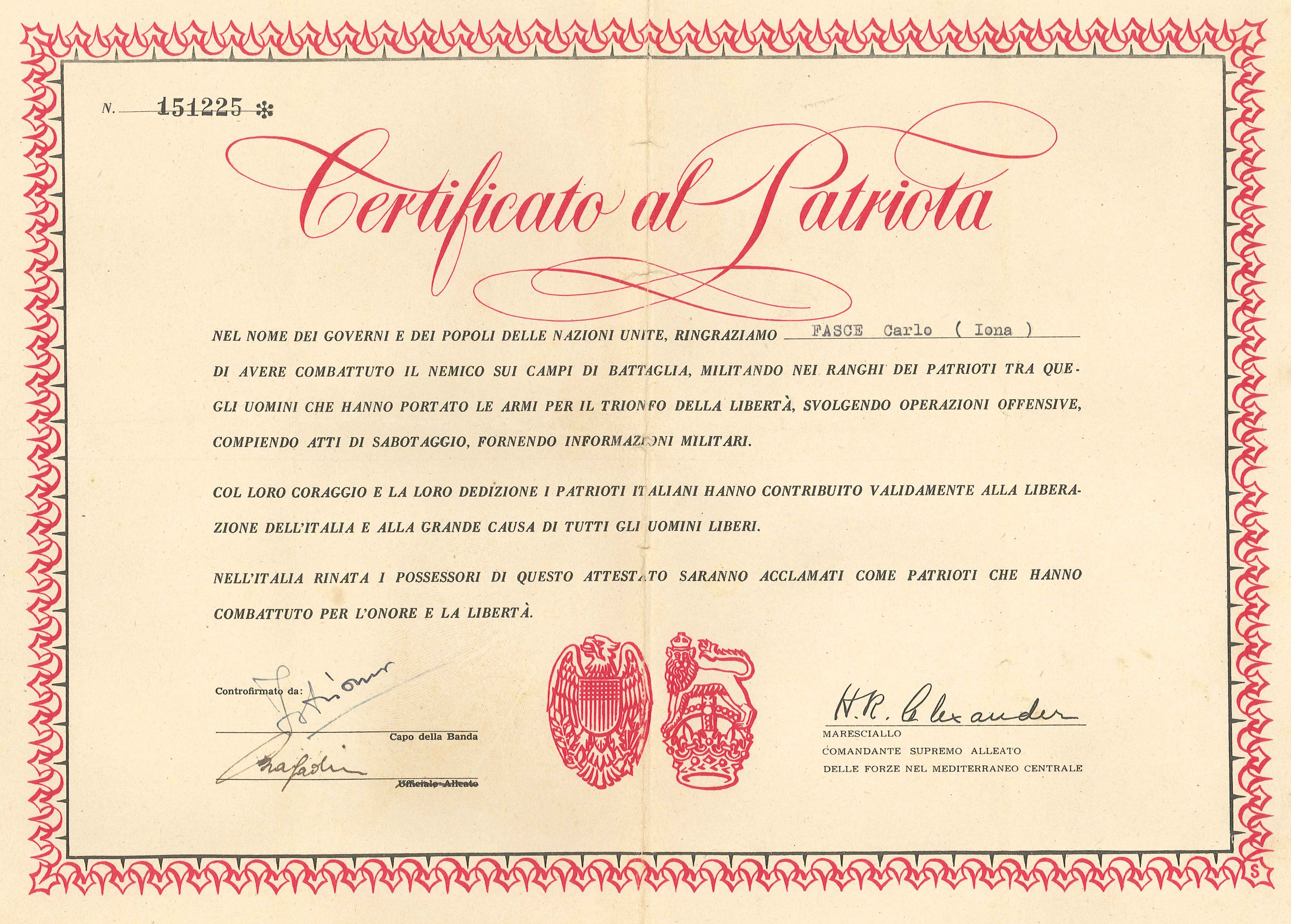
Сертификат Патриота

Сертификат Патриота — документ, который был выдан итальянским партизанам после окончания Второй мировой войны.
Он также известен как «Патент Александера», названный именем маршала Харольда Александера, командующего союзными войсками в Италии.
Этот сертификат впервые был вручен лично маршалом коммунистическому партизану Нелло Иаккини, который 26 августа 1944 года спас жизнь самого маршала и премьер-министра Великобритании Уинстона Черчилля во время их визита в Италию.
Среди тех, кто получил сертификат, есть также Рафаэль Кадорна Юниор, итальянский генерал, который воевал во время Первой и Второй мировой войны, и известен как один из командиров итальянского Сопротивления против немецких оккупационных войск в северной Италии после 1943 года.

## Текст сертификата
От имени правительств и народов Объединенных Наций благодарим [Имя] за то, что сражались с врагом на поле боя, служа в рядах патриотов, людей, которые несли оружие во имя триумфа свободы, осуществляя наступательные операции и диверсионные акты, обеспечивая военной секретной информацией. Мужество и их преданность итальянских патриотов внесли ценный вклад в освобождение Италии и великое дело всех свободных людей. В возрожденной Италии владельцы данного сертификата будут признаны как патриоты, которые боролись за честь и свободу.